# Chiquito de la Calzada
Chiquito de la Calzada, nome d'arte di Gregorio Sánchez Fernández (Malaga, 28 maggio 1932 – Malaga, 11 novembre 2017), è stato un attore, comico e cantante spagnolo.
Ha iniziato la sua carriera come cantante Flamenco all'età di 8 anni e lavorato in vari teatri e spettacoli di Spagna e Giappone. È diventato molto popolare grazie al programma di commedia Genio y figura (Antena 3, 1994-1995).

## Filmografia
- Torrente 5: Operación Eurovegas, 2014;
- La venganza de Ira Vamp, 2010;
- Mis adorables vecinos, serie TV, 1 episodio, 2004;
- Franky Banderas, 2004;
- El oro de Moscú, 2003;
- ¡Ala... Dina!, serie TV, 1 episodio, 2000;
- Pápa Piquillo, 1998;
- Señor alcalde, serie TV, 3 episodi 1998;
- Brácula. Condemor II, 1997;
- Telepasión española, serie TV, 1 episodio, 1997;
- Aquí llega Condemor, el pecador de la pradera, 1996;
- Love Boat, serie TV, 1 episodio, non accreditato, 1986.